# Pagoda

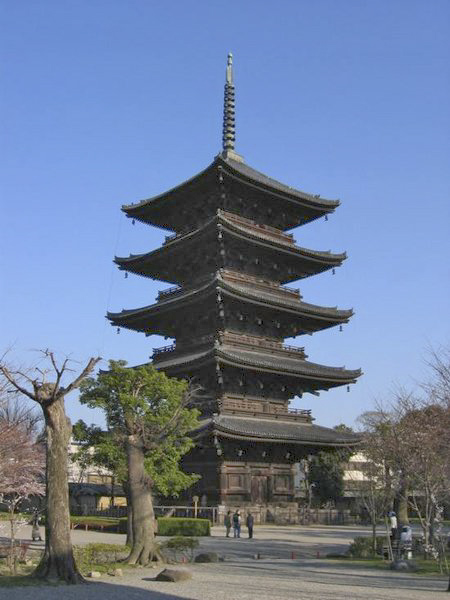
Pagoda japonesa en Kioto.

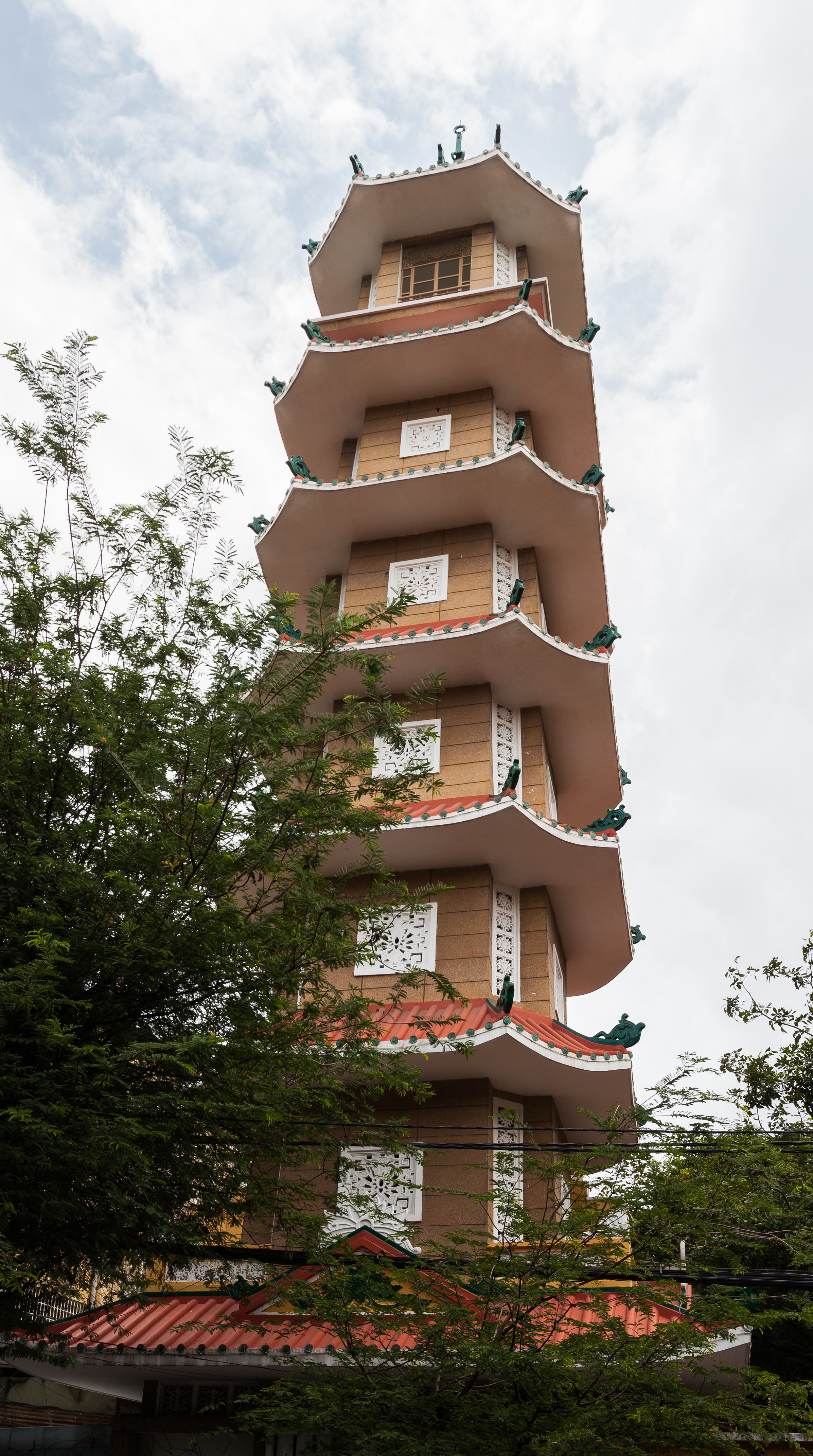
Pagoda Xa Loi en Ciudad Ho Chi Minh, Vietnam.

La pagoda es un edificio de varios niveles común en varios países asiáticos, entre ellos China, Vietnam, Japón, Tailandia y las Coreas. La mayoría de las pagodas fueron construidas con propósitos religiosos, principalmente como parte del budismo y en algunas ocasiones del taoísmo, por lo cual están ubicadas cerca o adentro de templos budistas.
La pagoda moderna es una evolución de la estupa india, una estructura en forma de túmulo donde se guardaban reliquias sagradas. La forma arquitectónica de la estupa se extendió por Asia, tomando diversas formas al incorporar detalles específicos de cada localidad.
Debido a su altura, las pagodas atraen los rayos, lo cual reforzaba el que fueran percibidas como lugares cargados espiritualmente. Muchas pagodas tienen en su techo una estructura que funciona como pararrayos, llamada finial. Además de su función física, el finial tiene un significado simbólico en el budismo (suele representar al mani o quinto elemento), y a veces es decorado con diseños de flor de loto.

## Etimología
En la cultura occidental, la palabra pagoda aparece en Francia en 1545, como pagode, que significaba "templo de religiones orientales". El término, a su vez, derivó de un vocablo portugués de 1516, de origen desconocido. Una posible raíz es el dravidiano pagodi o pagavadi, un nombre de la diosa Kali derivado del sánscrito bhagavati, y el persa butkada ("templo").
Según la Real Academia de la Lengua Española pagoda proviene del francés pagode, y esta palabra del portugués pagode, y a su vez este vocablo del dravídico pagôdi; propiamente 'Kali', esposa del dios Shiva.
Fuentes budistas apuntan que el término sánscrito "dhatu garba" (contenedor de reliquias sagradas) evolucionó hacia el cingalés "dagoba", que se refiere a una estupa.

## Historia

Kek Lok Si niveles de la pagoda etiquetados con sus estilos arquitectónicos.

El origen de la pagoda se remonta a la estupa (siglo III a. C.). La stupa, un monumento con forma de cúpula, se utilizaba como monumento conmemorativo para albergar reliquias y escritos sagrados. En el este de Asia, la arquitectura de las torres chinas y los pabellones chinos se mezcló con la arquitectura de las pagodas, extendiéndose también al sudeste asiático. Su construcción se popularizó gracias a los esfuerzos de misioneros budistas, peregrinos, gobernantes y devotos ordinarios para honrar las reliquias budistas.
Japón cuenta con un total de 22 pagodas de madera de cinco pisos construidas antes de 1850.

### China

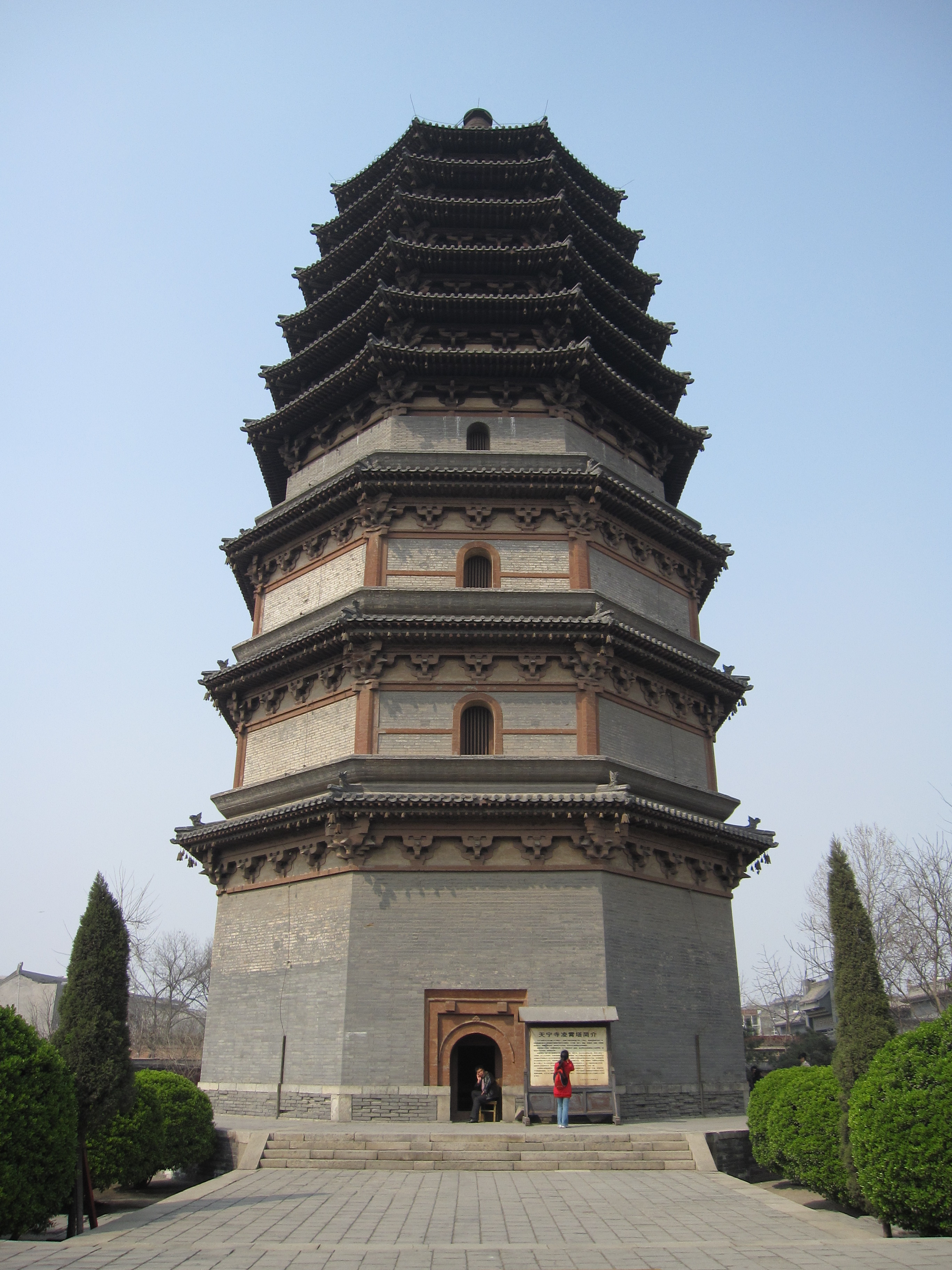
La Lingxiao Pagoda de Zhengding, Hebei, construida en 1045 d. C. durante la dinastía Song, con pocos cambios en renovaciones posteriores.

Los primeros estilos de pagodas chinas eran de base cuadrada y circular, y las torres de base octagonal surgieron en los siglos V-X. La pagoda china más alta de la época premoderna es la pagoda Liaodi del monasterio de Kaiyuan, en Dingxian, Hebei, terminada en el año 1055 d. C. bajo el mandato del emperador Renzong de Song y con una altura total de 84 metros. Aunque ya no está en pie, la pagoda premoderna más alta de la historia de China fue la 100 metros (328,1 pies) de Chang'an, construida por el emperador Yang de Sui, y posiblemente la efímera Pagoda de Yongning del siglo VI (永宁宝塔) de Luoyang con unos 137 metros. La pagoda premoderna más alta que sigue en pie es la pagoda Liaodi. En abril de 2007 se abrió al público una nueva pagoda de madera Templo Tianning de Changzhou, la más alta de China, con 154 metros.

## Simbolismo y geomancia

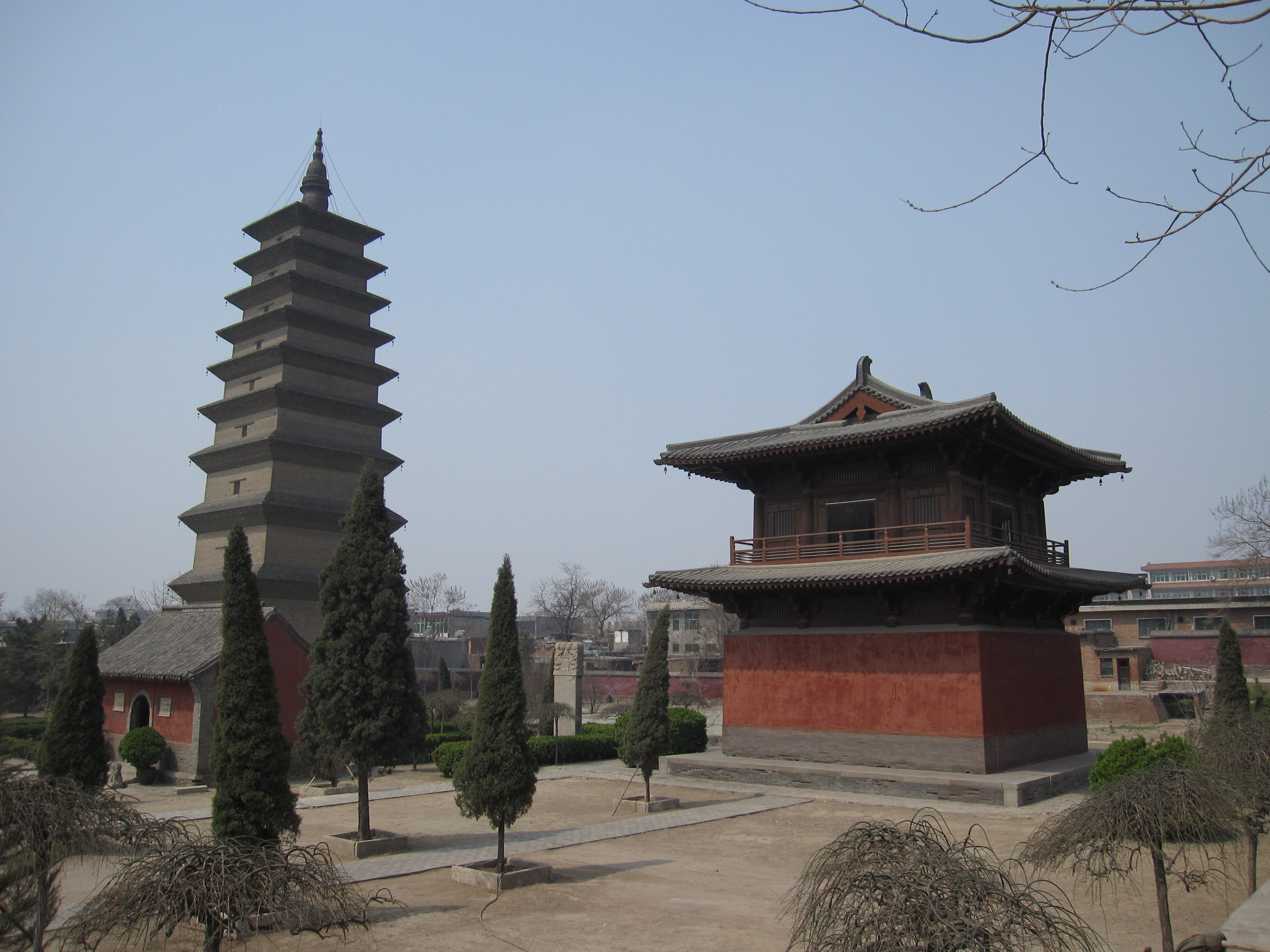
La Pagoda Xumi, construida en el año 636 d. C. durante la dinastía Tang.

La iconografía china se nota en las arquitecturas de pagodas chinas y de Asia oriental. También destaca la iconografía budista, como la imagen del Sakyamuni (sabio de los sabios) y el Buda Gautama en el abhaya mudra. En un artículo sobre los elementos budistas en el arte de la dinastía Han, Wu Hung sugiere que en estos templos, el simbolismo budista se fusionó con las tradiciones chinas nativas en un sistema único de simbolismo.
Algunos creían que la reverencia a las pagodas podría traer suerte a los estudiantes que tomaban los exámenes del servicio civil chino. Cuando una pagoda del condado de Yihuang en Fuzhou se derrumbó en 1210, los habitantes locales creyeron que el desastre se correlacionó con el fracaso reciente de muchos candidatos en los exámenes de la prefectura. La pagoda fue reconstruida en 1223 y tenía inscrita una lista de los candidatos a examen recientemente aprobados, con la esperanza de revertir la tendencia y ganar el favor sobrenatural del condado.

## Estructura
Las pagodas de madera son piezas de arquitectura de hasta cinco pisos. A pesar de su antigüedad son capaces de resistir terremotos. Una de las razones de esta robustez es el material con que están construidas. La estructura del edificio está hecha con madera, que presenta menor rigidez que los materiales de construcción modernos, como el hormigón o el acero, y soporta mayores deformaciones antes de romperse. Las japonesas utilizan madera, mientras que las pagodas coreanas, por otra parte, son construidas comúnmente en piedra.
Los tablones que las forman tienen una fuerte unión sin necesidad de clavos. En consecuencia, si la tierra comienza a sacudir la madera, los tablones de dicho material se unen unos con otros todavía más. Esto es debido a unas juntas en las que se insertan las aberturas pequeñas y estrechas de los tablones. Las pagodas son flexibles gracias a las mil juntas engarzadas (aproximadamente) con las que pueden llegar a contar.

## Materiales de construcción

### Madera

La Pagoda de Songyue de 40 metros de altura del 523 d. C., la pagoda de piedra más antigua existente en China.

Durante las Dinastías meridionales y septentrionales, las pagodas se construyeron principalmente de madera, al igual que otras estructuras chinas antiguas. Las pagodas de madera son resistentes a los terremotos y ninguna pagoda japonesa ha sido destruida por un terremoto. pero son propensas al fuego, la pudrición natural y la infestación de insectos.
Ejemplos de pagodas de madera:
- Pagoda del Caballo Blanco en el Templo del Caballo Blanco, Luoyang.
- Pagoda Futuci en Xuzhou, construida en el período de los Tres Reinos (c. 220–265).
- Muchas de las pagodas en Historias sobre templos budistas en Luoyang (véase Yang Xuanzhi), un texto de la época de la Dinastía Wei del Norte.

La literatura de épocas posteriores también proporciona evidencia del dominio de la construcción de pagodas de madera. El famoso poeta de la dinastía Tang, Du Mu, escribió una vez:
480 templos budistas de las dinastías del sur
incontables torres y pagodas se alzan bajo la lluvia brumosa.
La pagoda completamente de madera en pie más antigua de China hoy en día es la Pagoda Sakyamuni del templo Fogong en el condado de Ying, Shanxi, construida en el siglo XI durante la dinastía Song/Dinastía Liao (véase Arquitectura de la dinastía Song).

### Transición a ladrillo y piedra

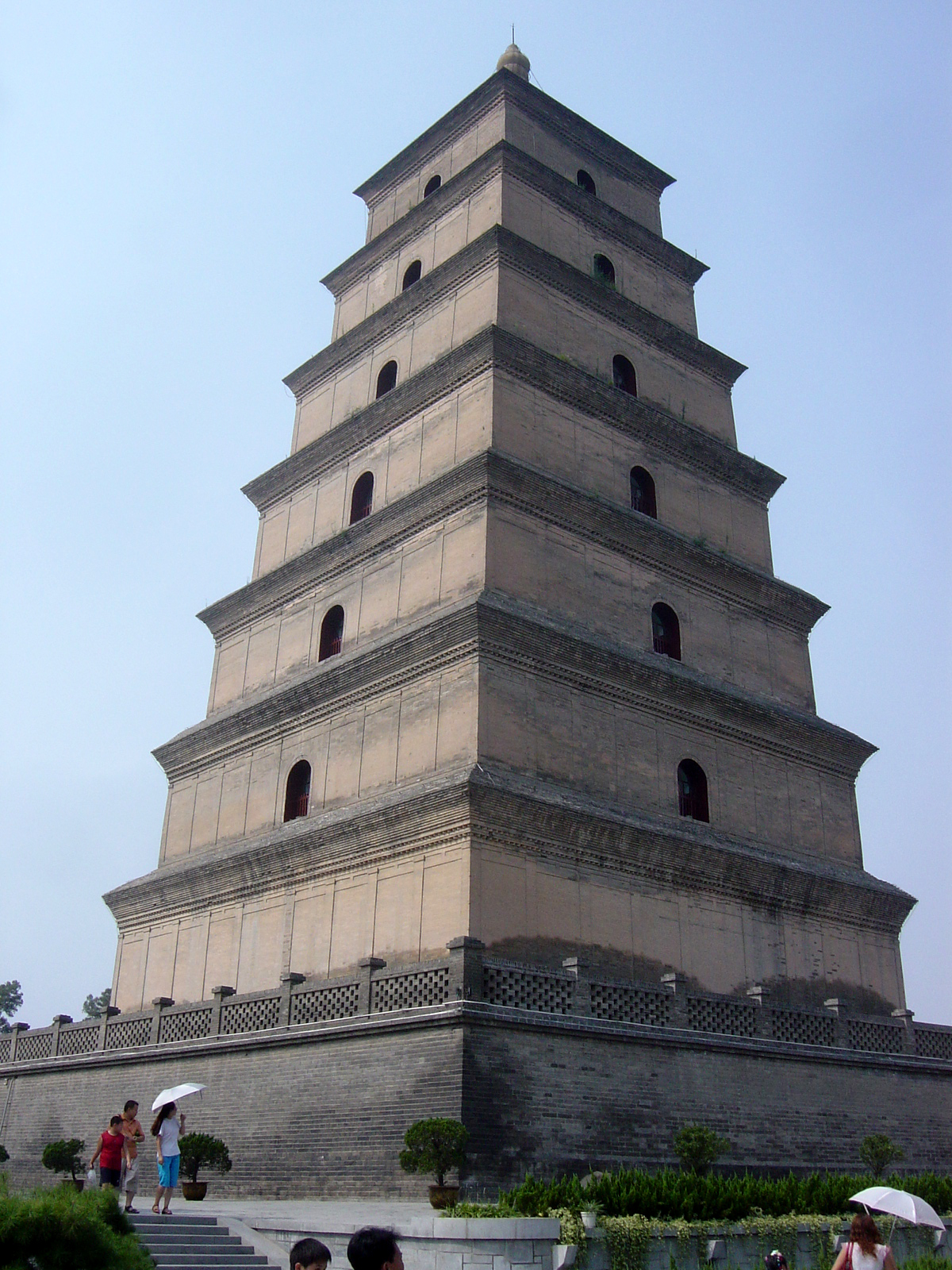
La Gran pagoda del ganso salvaje construida con ladrillos en 652 y reconstruida en 704, durante la dinastía Tang.

Durante las dinastías Dinastía Wei del Norte y Dinastía Sui (386–618) los experimentos comenzaron con la construcción de pagodas de ladrillo y piedra. Sin embargo, incluso al final del Sui, la madera seguía siendo el material más común. Por ejemplo, el Emperador Wen de la dinastía Sui (reinó entre 581 y 604) una vez emitió un decreto para que todos los condados y prefecturas construyeran pagodas con un conjunto de diseños estándar, sin embargo, desde que todos fueron construidos de madera, ninguno ha sobrevivido. Solo ha sobrevivido la Pagoda de Songyue, una pagoda de base circular construida en piedra en el año 523 d. C.

#### Ladrillo
La pagoda de ladrillo más antigua existente es la Pagoda de Songyue de 40 metros de altura en el país de Dengfeng, Henan. Esta pagoda curva con base circular fue construida en 523 durante la Dinastía Wei del Norte, y ha sobrevivido durante 15 siglos. Al igual que las pagodas posteriores encontradas durante la siguiente dinastía Tang, este templo presentaba hileras de aleros que rodeaban su marco, así como una aguja que coronaba la parte superior. Sus muros tienen 2,5 m de espesor, con un diámetro de planta baja de 10,6 m. Otra pagoda de ladrillo temprana es la Pagoda Guoqing de la dinastía Sui construida en 597.

#### Piedra
La primera pagoda de piedra a gran escala es la Pagoda de las Cuatro Puertas en el Licheng, Shandong, construida en 611 durante la dinastía Sui. Al igual que la Pagoda Songyue, también presenta una aguja en su parte superior y está construida al estilo de un pabellón.

#### Ladrillo y piedra
Una de las primeras pagodas de ladrillo y piedra fue una construcción de tres pisos construida en la (primera) dinastía Jin (266–420), por Wang Jun de Xiangyang. Sin embargo, ahora está destruida.
El ladrillo y la piedra dominaron la construcción de pagodas en la dinastía Tang, la dinastía Song, la Liao y la dinastía Jin (1115-1234). Un ejemplo es la Gran pagoda del ganso salvaje (652 d. C.), construida a principios de la dinastía Tang. La Pagoda de porcelana de Nanjing ha sido una de las pagodas de ladrillo y piedra más famosas de China a lo largo de la historia.
La dinastía Zhou comenzó a hacer las antiguas pagodas hace unos 3500 años.

## Decadencia con el tiempo

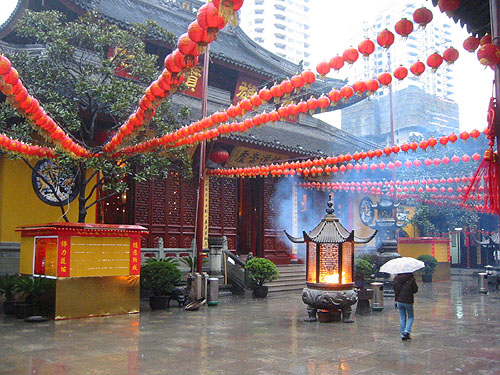
El Templo del Buda de Jade en Shanghái sigue el diseño de varios patios de la dinastía Song y no presenta una pagoda. El salón principal está en el centro.

Las pagodas, de acuerdo con la tradición del Templo del Caballo Blanco, se colocaban generalmente en el centro de los templos hasta las dinastías Sui y Dinastía Tang. Durante el Tang, se elevó la importancia de la sala principal y la pagoda que se movió al lado de la sala, o fuera del recinto del templo por completo. A principios de Tang, Daoxuan escribió un Diseño estándar para la construcción de templos budistas en el que la sala principal reemplazó a la pagoda como centro del templo.
El diseño de los templos también estuvo influenciado por el uso de residencias tradicionales chinas como santuarios, después de que fueran donados filantrópicamente por los ricos o los piadosos. En tales espacios preconfigurados, la construcción de una pagoda central podría no haber sido ni deseable ni posible.
En la dinastía Song (960–1279), la secta Chan (Zen) desarrolló una nueva 'estructura de siete partes' para los templos. Las siete partes (la sala de Buda, la sala del dharma, los aposentos de los monjes, el depósito, la puerta, la sala de la tierra pura y las instalaciones sanitarias) excluyen por completo las pagodas y se puede considerar que representan el triunfo final del sistema tradicional chino de palacios y patios sobre la original tradición de la pagoda central establecida 1000 años antes por el Templo del Caballo Blanco en el 67. Aunque se construyeron fuera del templo principal en sí, todavía se construyeron grandes pagodas en la tradición del pasado. Esto incluye las dos pagodas de la dinastía Ming del Templo Famen y la Pagoda Chongwen en el Jingyang de Shaanxi.
Un destacado ejemplo posterior de convertir un palacio en un templo es el Templo de Yonghe de Pequín, que fue la residencia del Emperador Yongzheng antes de ascender al trono. Fue donado para su uso como lamasterio después de su muerte en 1735.

## Pagodas famosas
- An Quang en Vietnam, lugar de reunión en Saigón de los líderes del budismo vietnamita, y sede del Instituto para la propagación del Dharma.
- Daqin en China, una de las pocas excepciones a la asociación de las pagodas con el budismo, ya que fue construida por cristianos.
- Jade Chop en la región de las tres gargantas en el río Chang Jiang, en China.
- Templo de Mireuksa en Iksan, en la provincia de Chollabuk-do, Corea.
- Tō-ji, la estructura de madera más alta de Japón.
- Torre de porcelana de Nankín, China.
- Phra Pathom Chedi, la pagoda más alta del mundo, en Nakhon Pathom, Tailandia.
- Kek Lok Si
- Shwedagon en Yangón, Birmania.
- Templo Tianning (Changzhou)
- Pha That Luang